# Marine Mulumba
Pour les articles homonymes, voir Mulumba.

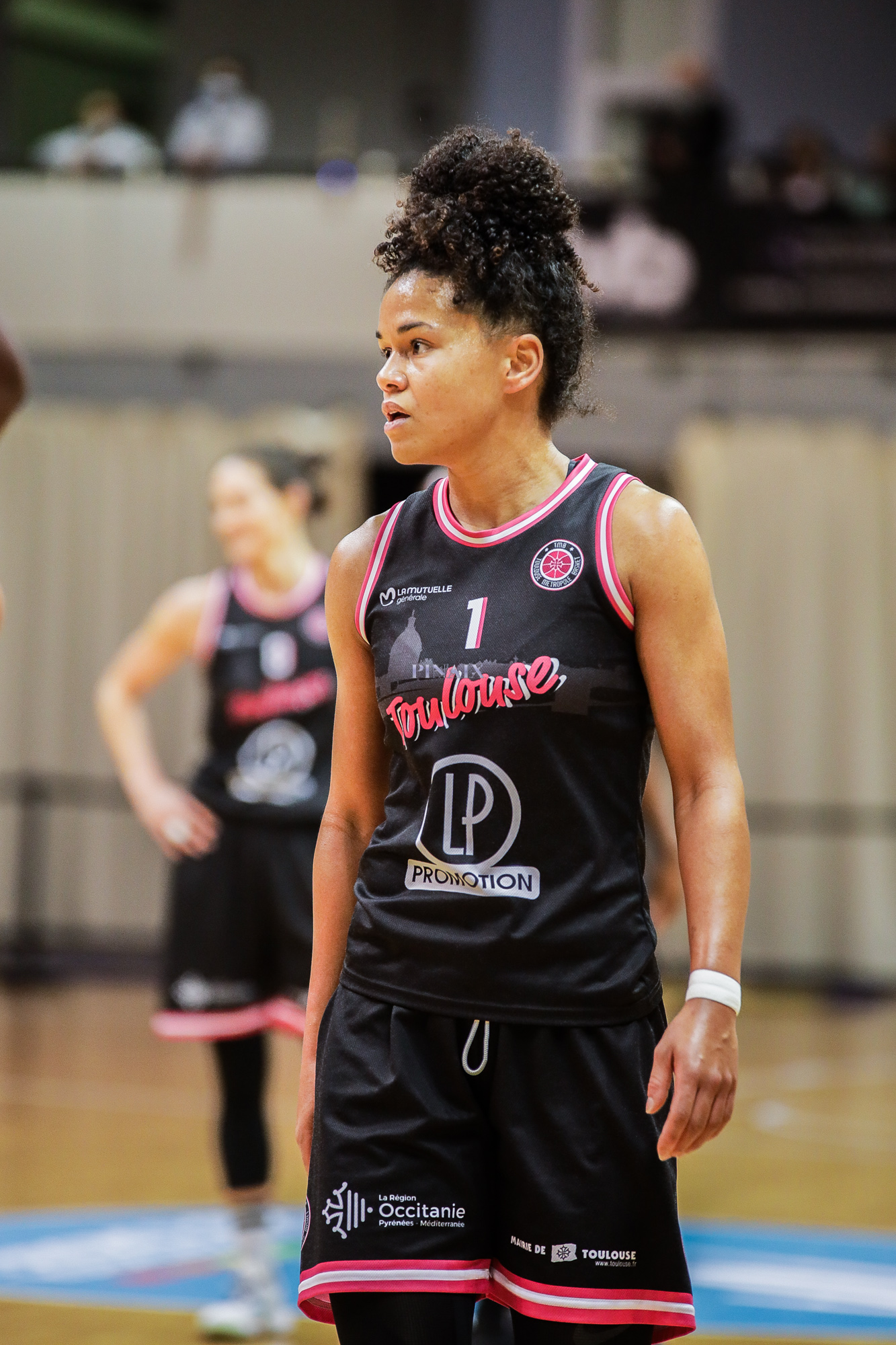

Marine Mulumba, née le 20 mai 1997 à Abbeville, est une joueuse française de basket-ball évoluant au post de meneuse.

## Biographie
Son frère aîné Rémi Mulumba est footballeur professionnel. Marine Mulumba explique en 2017 : « J’ai eu ma première licence de basket en 2005 au club de l’EAL Abbeville. Puis, de 2009 à 2012, je suis entrée au Pôle Espoirs d’Amiens. J’ai intégré le MABB (métropole amiénoise basket) en catégorie Minime France. En 2011, j’ai changé de club pour signer à Longueau en Pré nationale. Depuis 2012, je joue au club d’Arras pays d’Artois basketball où j’ai évolué en catégorie cadette France, Nationale 2, Ligue féminine et Ligue féminine 2 ».
En 2017, elle dispute avec un rôle modeste le championnat d'Europe U20 que la France termine à la 4ème place. Elle est par la suite sélectionnée en équipe de France 3x3 U23 en 2019,.
Après Arras, en juin 2018, elle rejoint Toulouse en Ligue 2 dont elle sera finaliste battue par Charnay-Lès-Macon.